# Bonduelle
Pour les articles homonymes, voir Bonduelle (homonymie).
Bonduelle est une entreprise multinationale d'origine française spécialisée dans la transformation industrielle des légumes : conserves, surgelés et produits frais prêts à l'emploi. Ses produits, sous ses propres marques ou sous marques de distributeur, sont vendus principalement par les canaux de distribution classiques (hypermarchés et magasins de proximité). Elle est cotée à la Bourse de Paris.

## Histoire

### Historique de l'entreprise

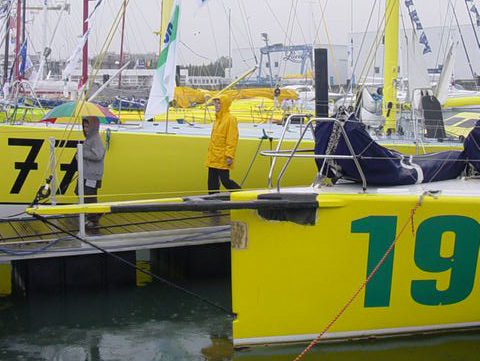
Début du sponsoring sportif en 1999 avec le multicoque Bonduelle et son skipper Jean Le Cam.

L'entreprise est fondée en 1853 par deux amis, Louis-Antoine Bonduelle-Dalle (1803-1880), cultivateur et fabricant d’huile, et Louis Lesaffre-Roussel (1802-1869), distillateur qui fondent la société « Lesaffre et Bonduelle, Alcools de l'Abbaye », une distillerie de grains et de genièvre située à Marquette-lez-Lille près de la Deûle, afin d'y placer leurs fils aînés à leur sortie d'étude. Le 17 juin 1862 ils achètent la ferme de l'abbaye cistercienne de Woëstyne à Renescure, aujourd’hui surnommée Bonduelle City. En 1868, Louis Lesaffre fils la transforme en distillerie d'alcool de grain et y installe une malterie,. En 1892, la famille Bonduelle hérite de l'usine de Renescure et de la raffinerie de Marcq-en-Barœul, qui disparaît rapidement. L'usine de Renescure devient une distillerie de betterave et non plus de grains. Le grain reste dans le giron de la famille Lesaffre.
En 1901, faute d’accord entre les descendants des fondateurs décédés, l'entreprise et ses sept usines sont partagées en trois entreprises familiales : Bonduelle, Lemaître et Lesaffre qui hérite de la distillerie-levurerie de Marcq-en-Barœul et de Marquette, le groupe Lesaffre étant aujourd’hui leader mondial de la levure.
En 1925, Pierre Bonduelle est incité par son beau-père Alphonse Dalle à se diversifier. Après avoir visité une conserverie à Zwevezele en Belgique, le jeune descendant de 23 ans commande une batteuse à pois. C'est à partir de 1926 que les « Établissements Bonduelle » commencent à mettre en boîte les petits pois. Dans les années 1930, la demande croissante permet une expansion de l'entreprise qui s'industrialise. Les activités de l'entreprise sont interrompues à partir de 1940 jusqu’à la fin de la Seconde Guerre mondiale. La progression de la demande après-guerre incite l'entreprise à commencer à acheter des légumes en plus de sa propre production.
En juillet 1947, la quatrième génération de la famille développe le marketing et l'intégration verticale en créant son propre réseau commercial d'entreprise, s'affranchissant de celui de La Rochefortaise, conserverie de viande qui assurait depuis 1936 la commercialisation de ses produits. Il lance à cette occasion sa propre marque.
Dans les années 1950 l'entreprise se diversifie : conserves de haricots verts et blancs, de macédoine, et, en 1957, invention de la boîte de petits pois-carottes. À cette époque, les carottes sont épluchées à la main avant d'être mise en boîte. De 1956 à 1963, le cassoulet est lancé en 1956 (puis arrêté en 1963, le prix de revient de la viande étant trop élevé). Les conserves de poissons suivent (11 % du chiffre d'affaires en 1961) ainsi que des plats cuisinés, mais le groupe se recentre rapidement sur les légumes. Et la distillerie ferme en 1954. En 1950, l'entreprise emploi 70 salariés permanent, puis 300 en 1961.
De 1963 à 1974, une forte croissance industrielle s'appuie sur les exportations vers 1965 et de nouvelles usines créées dans le Sud-Ouest, l’Oise, puis la Belgique. L'usine construite en 1963 à Estrées-Mons deviendra au début du XXIe siècle la plus grande conserverie de légumes au monde avec ses 200 000 m2 couverts. En 1968, Bonduelle se lance dans la surgélation des légumes, créant le premier des petits pois en barquettes. Plusieurs filiales européennes sont créées : en Allemagne en 1969, en Italie en 1972 et en Angleterre en 1973. En 1973, 50 % du chiffre d'affaires provient de l'exportation.
Une tentative de frites en boîte en 1973 est un échec, les frites étant trop molles.
Création à Labenne en 1978 d'une usine de maïs doux et d'un entrepôt frigorifique avec le groupe Olano, qui reste trente ans après un partenaire logistique privilégié sur le sud-ouest de la France (à travers les sites de Saint-Jean-de-Luz et Ychoux pour l'entreposage).
De 1975 à 1984, les usines Bonduelle se redéploient au-delà de la Picardie avec en 1980 l'achat du principal conserveur belge, Marie Thumas et de son principal concurrent français Cassegrain en 1989.
La période 1985-1999 marque l'internationalisation du groupe qui crée des filiales au Brésil (en 1994, pour répondre à la demande du groupe Carrefour qui ne trouve pas sur place les surgelés souhaités) et en Argentine en 1996. En 1992 l'usine hongroise de Nagykőrös est acquise, devenant la plus grande conserverie de maïs au monde.
L'entreprise s'introduit dans le « frais élaboré » avec l'acquisition de Salade Minute le 7 janvier 1997.
L'arrière-arrière-arrière-petit-fils de Louis Bonduelle, Christophe Bonduelle, arrive à la direction de l'entreprise familiale en 2001, après avoir été directeur de son usine à Beauvais et avoir ouvert des succursales en Espagne et au Portugal.
En 2003, le groupe se réorganise en formant en six filiales : Bonduelle Frais, Bonduelle Traiteur (via notamment une prise de contrôle de la société bretonne Michel Caugant), Bonduelle Grand Public, Bonduelle Développement, Bonduelle Food Service.
En 2004, le groupe Bonduelle crée la Fondation Louis-Bonduelle, dont le but est de faire évoluer les comportements alimentaires à travers des actions de sensibilisation et le soutien à la recherche.
En 2007, Bonduelle complète l’acquisition du canadien Aliments Carrière (marque Arctic Gardens), leader des légumes et des surgelés et qui lui permet de mettre la main sur 39 500 hectares.
En 2010, Bonduelle fait l’acquisition de France Champignon, le champignon devient le deuxième légume de Bonduelle après le maïs.
En 2011, Bonduelle acquiert les activités surgelés d'Allens pour 15 millions d'euros.
En 2013, le groupe se réorganise autour de deux pôles géographiques (Europe et hors Europe) et de quatre domaines d'activité stratégiques (Bonduelle Europe Long Life pour les conserves et les surgelés ; Bonduelle Fresh Europe pour la 4e gamme et le traiteur ; Bonduelle Americas et Bonduelle Development).
En février 2017, Bonduelle acquiert l'entreprise américaine Ready Pac Foods, spécialisée dans les salades préparées, renforçant fortement sa présence aux États-Unis.
En février 2018, Bonduelle annonce un accord visant l'acquisition auprès de ConAgra Brands de l'activité fruits et légumes transformés Del Monte au Canada.
En 2019, Bonduelle poursuit son développement en surgelés avec l'acquisition aux États-Unis d'une usine de stockage à Lebanon en Pennsylvanie, puis en Russie avec l'acquisition de la société de production LLC SHOCK dans la région de Belgorod.
Début août 2019, Bonduelle annonce un exercice décalé 2018-2019 stable et conforme aux objectifs malgré l'indemnisation d'un sinistre aux États-Unis qui lui a coûté plus de dix millions de dollars. Le chiffre d'affaires s'est maintenu à 2,8 milliards d'euros.

#### Années 2020 - Difficultés
Fin septembre 2020, Bonduelle présente un bilan négatif pour son exercice décalé 2019-2020, fortement affecté par le Covid-19. Le bénéfice net chute de 24,8 % à 54,6 millions d'euros, contre 72,6 millions d'euros l'année précédente. Selon la direction de Bonduelle, la pandémie lui aura coûté entre 7 et 10 millions d'euros. Malgré ces mauvais résultats, la direction affirme vouloir maintenir ses investissements, tablant sur une reprise rapide et une hausse de 1,4 % de son chiffre d'affaires.
Les mauvais résultats se confirment au premier semestre de l'exercice décalé 2021-2022 : entre juillet et décembre 2021, la direction de Bonduelle déplore un bénéfice net en chute de 24,8% à 24 millions d'euros. Ce chiffre alarmant est justifié, selon la direction, par la chute libre de son activité légumes frais en Amérique du Nord. Début mars 2022, le déclenchement du conflit russo-ukrainien fait aussi craindre des conséquences négatives sur l'activité russe de Bonduelle.
En mai 2023, à la suite des mauvais résultats en Amérique du Nord, le directeur général depuis cinq ans, Guillaume Debrosse, quitte son poste ; l’intérim est assuré par Christophe Bonduelle avant la nomination d'un nouveau PDG et sa prise de fonction. Xavier Unkovic, fort de trente ans d'expérience dont vingt aux États-Unis, est finalement nommé directeur général et prend ses fonctions le 1er juin 2023.
Pour son exercice décalé 2022-2023, Bonduelle annonce une baisse de 59 % de son bénéfice net, à 14,5 millions d'euros.
En 2024, Bonduelle cède l'activité salades en sachet, jugée pas assez rentable, à la marque Les Crudettes,. La même année, la multinationale décide de se séparer de quatre de ses huit sites de productions européens, qui pourraient être vendus ou fermés.
En mars 2025, c'est au tour de l'activité salades en sachet en Allemagne, "structurellement déficitaire" d'être cédée à l'entreprise Taylor Farm.

### Famille Bonduelle
Les personnalités en gras sont celles qui sont citées dans l'article.
- Louis Antoine Joseph Bonduelle (1802-1880) épouse en 1833 Stéphanie Christine Joseph Dalle (1805-1859)
  - Louis Alphonse Joseph Bonduelle (1834-1888) épouse en 1866  Adèle Pauline Lesaffre (1846-1935)
    - André Etienne Ernest Joseph Bonduelle (1868-1946) épouse en 1893 Marie Madeleine Dehau (1874-1929)
      - Pierre Jean Marie Joseph Bonduelle (1902-1988) épouse en 1924 Jeanne Marie Dalle (1903-1994)
        - Bruno Benoît Marie Joseph Bonduelle (1933-2022) épouse Chantal Noëlle Françoise Marthe Lalouette
          - Jérôme Patrick Bruno Bonduelle (1969-2020) épouse Ana Maria Daza

      - Benoît Félix Marie Joseph Bonduelle (1904-1986) épouse en 1926 Germaine Louise Thérèse Gérard Dalle (1906-1996)
        - Félix Jean Marie Joseph Bonduelle épouse  Bernadette Alice Paul Marie Lemesre
          - Benoît René Marie Joseph Bonduelle (1957), directeur général, épouse en 1983 sa cousine France Bonduelle[39] (voir ci-dessous)
          - Christophe François Marie Joseph Bonduelle (1959), P-DG, épouse en 1982 Isabelle Blanche Jeanne Simon, enseignante[39]

    - Henri Emile Etienne Bonduelle (1870-1937) épouse en 1894 Anne Marie Sabine Delcourt (1873-1939)
      - Maurice Marie Joseph Bonduelle (1897-1960) épouse en 1921 Marie Clémence Joseph Duprez (1897-1960)
        - Francis Antoine Marcel Bonduelle épouse en 1955 Micheline Lescaux
          - France Bonduelle épouse en 1983 son cousin Benoît René Marie Joseph Bonduelle (ci-dessus)

Le samedi 29 août 2020, Jérôme Bonduelle, directeur général de Bonduelle Prospective & Développement est mortellement percuté alors qu'il circulait à vélo à Lille.

## Activités

### Marchés
- En 2014, No 1 en France (où le groupe réalise 30 % de son chiffre d'affaires) et No 1 en Europe (66 % du C.A. du groupe) des légumes en conserve et No 2 des légumes surgelés[41].
- Parts de marché en 2014 : conserves (53 % du chiffre d'affaires), surgelés (28 %), légumes frais (19 % dont la gamme traiteur)[41].
- En 2016, avec ses marques propres et celles de ses distributeurs, Bonduelle se présente comme le leader mondial des légumes prêts à l'emploi[42].

### Marques
- Bonduelle (Europe, Russie, CEI, Canada, États-Unis, Brésil)
- Cassegrain (France)
- Arctic Gardens (Canada)
- Avril (Afrique de l’Ouest)
- Globus (Russie, CEI)
- Ready Pac Foods (États-Unis)
- Del Monte (Canada)

## Données financières
| Période               | 2018  | 2019  | 2020  | 2021  | 2022  | 2023  |
| --------------------- | ----- | ----- | ----- | ----- | ----- | ----- |
| Chiffres d'affaires   | 2 776 | 2 777 | 2 855 | 2 779 | 2 892 | 2 406 |
| Résultat opérationnel | 124   | 124   | 109   | 100   | 53    | 66    |
| Résultat net          | 72    | 72    | 54    | 57    | 35    | 14    |

- 11 038 salariés permanents en juin 2023
- 35 sites industriels et d'autoproduction agricoles en juin 2023 [45]
- 128 000 hectares cultivés dans le monde par 3 440 agriculteurs contractualisés[46] et avec la collaboration de 283 agronomes[47]

## Actionnaires
Liste des principaux actionnaires au 11 décembre 2021 :
| Nom                                     | %      |
| --------------------------------------- | ------ |
| Famille Bonduelle                       | 48,9 % |
| Bonduelle (salariés)                    | 3,90 % |
| Teacher Retirement System of Texas (en) | 2,21 % |
| Mirova (Investment Management)          | 2,08 % |
| Bonduelle (autocontrôle boursier)       | 2,07 % |
| Norges Bank Investment Management       | 2,03 % |
| Dimensional Fund Advisors               | 1,65 % |
| Polaris Capital Management              | 1,52 % |
| The Vanguard Group                      | 1,17 % |
| BlackRock Fund Advisors                 | 0,70 % |

## Controverses

### Entente sur les prix
En 2013, Bonduelle dénonce une entente sur les prix qui l'associe à deux de ses concurrents sur les légumes verts et le maïs, entente qui perdure de 2000 à 2013. Le principe de « clémence », inscrit dans le droit européen à la concurrence, permet à Bonduelle d'échapper à une condamnation pour cette entente illégale. Un jugement rendu, en 2019, par la Commission Européenne inflige une amende aux sociétés concurrentes CECAB (D'Aucy) et Coroos, et relaxe Bonduelle du fait de sa décision de mettre fin à l'entente illégale sur les prix et de sa révélation à la Commission. Dans un communiqué, Bonduelle précise qu'elle a mis en place, depuis 2013, une charte éthique, un comité éthique, un dispositif de formation de ses salariés au droit de la concurrence, le tout complété par un système d’alerte.
En 2014, Bonduelle s'acquitte d'une amende, infligée par la Commission européenne, de 30 millions d'euros pour « entente sur les prix dans le secteur des champignons en conserve ». L'entreprise se défend de la situation en informant qu'elle va poursuivre en justice l'ancien propriétaire de la société de fabrication de champignons qu'elle a acquise quelques années plus tôt.

### Présence de viande
En 2015, le média Vegemag révèle la présence de viande dans certains produits de légumes Bonduelle. L'entreprise reconnaît la présence d'arômes naturels d'origine animale (bœuf, mouton, volaille, porc…). En effet, la mention « arômes naturels » est utilisée seule, conformément à la réglementation. En réponse à cette mobilisation, Bonduelle complète immédiatement les informations disponibles sur son site internet et s'engage à porter ces informations sur les emballages des quelques produits concernés, dans un délai de six mois. Cet événement fait l'objet de plusieurs analyses d'experts en marketing et communication.

### Proximité avec la Russie lors du conflit avec l'Ukraine
Après l'invasion de l'Ukraine par la Russie le 24 février 2022, Bonduelle maintient ses principales activités en Russie. Dès le début, cette situation est dénoncée par un collectif de chercheurs de l'université Yale.
Fin décembre 2022, des médias russes montrent des photos d'un soldat russe tenant dans ses bras un colis avec plusieurs boîtes de conserves de la marque Bonduelle et d’une lettre où serait écrit : « Chers soldats, bonne année. Nous vous souhaitons tout le meilleur et une victoire rapide ». À la suite des appels au boycott, le groupe dément et réagit : « Ce 30 décembre, les médias russes ont diffusé des informations trompeuses sur notre activité en Russie. Ces informations, ainsi que les déclarations attribuées à la société Bonduelle et à sa direction sont totalement fausses. Le groupe Bonduelle poursuit ses activités en Russie avec pour seul objectif d’assurer l’accès de la population aux denrées alimentaires essentielles en Russie et dans les pays voisins » Le groupe reconnaît que sa filiale locale participe chaque année au « panier de la bonté », une campagne de la banque alimentaire de Russie, qu'il prétend être destinée aux « plus vulnérables ». Dans les faits, des journalistes ont montré que cette campagne profite également aux militaires russes.  
Semblant prendre conscience des dégâts sur son image du maintien de ses activités en Russie, Bonduelle annonce en 2022 consacrer les résultats financiers des ventes en Russie à la reconstruction de l’Ukraine en expliquant : « Il est de mauvais aloi de faire du profit pendant toute cette période de conflit. ». Toutefois, si les profits 2021-2022 (1,2 million d'euros) ont bien été provisionnés dans les comptes de l'entreprise, aucun investissement en Ukraine n'a été réalisé, ce que l'entreprise justifie ainsi : « La situation en Ukraine n’est pas stable. Nous investirons cette somme quand les conditions le permettront ». En outre, aucun engagement n'a été pris concernant les profits 2022-2023 en Russie pourtant en hausse.

### Présence de bisphénol A
En janvier 2024, le groupe est sanctionné par l’Autorité de la concurrence pour ne pas avoir signalé la présence de bisphénol A dans ses emballages, et il est condamné à verser une amende de 3 millions d'euros.

## Pour approfondir